# 苏州实验室
苏州实验室又称苏州国家实验室，是坐落于苏州工业园区的科研事业单位，也是江苏省唯一一个国家实验室。实验室成立于2022年，主要聚焦新材料领域。党委书记由苏州市委书记兼任。